# ¡Compañeros!
¡Compañeros! es una película documental española  dirigida por Catherine Ulmer sobre su propio guion escrito en colaboración con Florent Mangeot que se estrenó en 2004.

## Sinopsis
De unos treinta y cinco mil voluntarios procedentes de más de cincuenta naciones que llegaron a España a combatir por la República durante la guerra civil española, sobrevivían unos 120 al verano de 2003, cuando volvieron a cruzar el Ebro para evocar la batalla más sangrienta de la guerra civil. La película recoge testimonios de algunos de esos brigadistas, quienes tienen más que ofrecernos que relatos de batallas.